# Adnan Januzaj
Adnan Januzaj (* 5. Februar 1995 in Brüssel) ist ein belgischer Fußballspieler. Der offensive Mittelfeldspieler steht seit Juli 2022 beim FC Sevilla unter Vertrag und spielt derzeit auf Leihbasis bei der UD Las Palmas.

## Herkunft
Januzajs Eltern sind Kosovo-Albaner. Sein Vater floh 1992 nach Belgien, um einer Einberufung in die im Bosnienkrieg involvierte Jugoslawische Volksarmee zu entgehen. Seine Onkel waren Mitglieder der Befreiungsarmee des Kosovo, die im Kosovokrieg für die Unabhängigkeit des Kosovo kämpfte.
Die Familie von Januzajs Mutter wurde aus der kosovarischen Stadt Istog in die Türkei deportiert. Später wanderte die Familie nach Belgien aus. Dort lernten sich Januzajs Eltern in einer albanischen Gemeinschaft in Brüssel kennen, wo Januzaj geboren wurde und aufwuchs.

## Karriere

### Im Verein
Januzaj begann mit dem Fußballspielen beim FC Brüssel und kam 2005 im Alter von zehn Jahren zum RSC Anderlecht. 2011 wechselte er in die Jugendabteilung von Manchester United.
Zu seinem Profidebüt kam er am 11. August 2013 beim 2:0-Sieg gegen Wigan Athletic im Community Shield, als er in der 83. Minute von Trainer David Moyes für Danny Welbeck eingewechselt wurde. Sein Debüt in der Premier League absolvierte er am 14. September 2013 beim 2:0-Sieg über Crystal Palace, als er in der 67. Minute für Ashley Young ins Spiel kam. Am 5. Oktober wurde Januzaj beim 2:1-Auswärtssieg gegen den AFC Sunderland erstmals von Beginn eingesetzt; dabei erzielte er seine ersten beiden Tore für die Profimannschaft von Manchester United. Kurz darauf verlängerte er seinen Vertrag bis Sommer 2018. Am 10. Dezember 2013 gab er sein Europapokaldebüt beim 1:0-Sieg im letzten Gruppenspiel in der Champions League gegen Schachtar Donezk. Zur Saison 2014/15 übernahm er die Rückennummer 11 von Ryan Giggs.
Zur Saison 2015/16 wechselte Januzaj kurz vor Ende des Transferfensters am 31. August 2015 auf Leihbasis für ein Jahr in die Bundesliga zu Borussia Dortmund. Er erhielt die Rückennummer 9. Am 12. September 2015 gab er sein Debüt für den BVB beim 4:2-Sieg am vierten Spieltag bei Hannover 96, als er in der 60. Minute für Jonas Hofmann eingewechselt wurde. In der Bundesliga kam er nur auf sechs Einsätze und spielte dabei nie von Beginn an. In der Europa League kam er zu fünf Einsätzen in der Gruppenphase, dreimal von Beginn an.
Nachdem sich Januzaj nicht hatte durchsetzen können, wurde der Leihvertrag am 7. Januar 2016 vorzeitig aufgelöst und Januzaj kehrte zu Manchester United zurück. Seit seiner Rückkehr kam er u. a. auch in der U-21 zum Einsatz.
In der Vorbereitung auf die Saison 2016/17 wurde Januzaj vom neuen Trainer José Mourinho aussortiert. Am 12. August wechselte er für die Spielzeit auf Leihbasis zum von David Moyes trainierten Ligakonkurrenten AFC Sunderland. 2017 wechselte er zu Real Sociedad. Seinen im Jahr 2022 auslaufenden Vertrag verlängerte er nicht. Stattdessen wechselte er zum Ligarivalen FC Sevilla. Dort kam er bis Februar 2023 nur zu zwei Einsätzen in der Primera División und wurde bis zum Saisonende 2022/23 an den türkischen Klub Istanbul Başakşehir FK verliehen. Im Sommer 2024 schloss sich eine einjährige Leihe zum spanischen Ligakonkurrenten UD Las Palmas an.

### In der Nationalmannschaft
Aufgrund seiner Herkunft und der seiner Familie hätte Januzaj für sein Geburtsland Belgien, den Kosovo, Albanien, die Türkei oder Serbien spielen können. Laut seinem Vater hätten die Nationalmannschaften Serbiens und der Türkei aber keine Chance gehabt. Für England hätte Januzaj erst ab 2018 spielen können, da er dann seit seinem 18. Geburtstag fünf Jahre lang im Land gelebt hätte.
Im Oktober 2013 wollte der belgische Nationaltrainer Marc Wilmots Januzaj für die WM-Qualifikationsspiele der belgischen Nationalmannschaft gegen Kroatien und Wales nominieren. Er sagte seine Teilnahme allerdings ab, da er sich noch nicht für ein Land entschieden hatte.
Nachdem die FIFA der kosovarischen Auswahl inoffizielle Freundschaftsspiele gegen FIFA-Mitglieder gestattete, wurde Januzaj gebeten, am ersten Spiel dieser Art gegen Haiti am 3. März 2014 teilzunehmen. Laut dem Generalsekretär des kosovarischen Fußballverbandes Eroll Salihu habe diese Einladung symbolischen Charakter. Januzaj sagte seine Teilnahme allerdings ab.
Am 23. April 2014 verkündete Januzaj, sich für Belgien entschieden zu haben. Er wurde daraufhin im Mai 2014 als einer von zwei Neulingen in den Kader für die Weltmeisterschaft in Brasilien berufen. Am 26. Mai 2014 debütierte Januzaj für Belgien in einem als A-Länderspiel geplanten Test gegen Luxemburg; das Spiel wurde wegen Verstößen gegen die Einwechselregeln für Freundschaftsspiele von der FIFA aber nicht als A-Länderspiel anerkannt. Er feierte sein Debüt schließlich am 7. Juni 2014, als er beim 1:0-Testspielsieg gegen Tunesien in der 73. Spielminute für Eden Hazard eingewechselt wurde. Bei der Weltmeisterschaft 2014 in Brasilien kam er im dritten Gruppenspiel gegen Südkorea zu seinem einzigen Einsatz bei diesem Turnier. Januzaj stand in der Startelf, wurde aber nach 59 Minuten ausgewechselt. Sein erstes Länderspieltor erzielte er bei der Weltmeisterschaft 2018 im Gruppenspiel gegen England.